# Ціанометр
Ціанометр (від лат. cianus — синій) — прилад, призначений для вимірювання кольору ясного денного неба/ступеня блакиті неба (пізніше цей прилад використовувався для визначення глибини моря), різновид колориметра. Ціанометр має одномірну шкалу, що дозволяє вимірювати кольори в межах послідовності від білого через біло-блакитний до насиченого синього.
Перший ціанометр був сконструйований Орасом Бенедиктом де Соссюром ще в кінці XVIII століття. Він складався із 53 смужок паперу, пофарбованих берлінською лазур'ю в різні кольори: від майже чорного через насичено-блакитний і далі до світло-блакитного. Соссюр проводив вимірювання кольору неба в Женеві, Шамоні, на г. Монблан.
В ХІХ ст. застосовувалися ціанометри вдосконалених конструкцій: поляризаційний ціанометр Франсуа Араго, урано-фотометр Вільда.
Пізніше велика серія вимірювань кольору неба була проведена Г. А. Тиховим в Пулкові (під Санкт-Петербургом) за допомогою спектроскопічного ціанометра і в Алма-Аті — сапфірового ціанометра.

## Різновиди ціанометрів
- відносний
- абсолютний

У відносних ціанометрах колір неба порівнюється з набором стандартів синяви, наприклад з папірцями, пофарбованими в різні відтінки синяви (ціанометр Соссюра) тощо. Абсолютні дозволяють виражати результати спостереження у вигляді кольорової температури або іншої прийнятої в колориметрії характеристики кольору.